# Can't Get Enough of Your Love, Babe
Can't Get Enough of Your Love, Babe is een nummer van de Amerikaanse zanger Barry White uit 1974. Het is de eerste single van zijn derde studioalbum Can't Get Enough. Naast You're the First, the Last, My Everything, is dit nummer één van de twee hitsingles van het album, en één van de bekendste nummers van White. 
White droeg "Can't Get Enough of Your Love, Babe" op aan zijn toenmalige vriendin, zangeres Glodean James van de meidengroep Love Unlimited, met wie White hetzelfde jaar nog trouwde. Hij schreef het nummer in één nacht toen hij niet kon slapen. Het nummer leverde White in diverse landen een enorme hit op. Zo bereikte het de nummer 1-positie in de Amerikaanse Billboard Hot 100. In de Nederlandse Top 40 bereikte het de 13e positie, en in de Vlaamse Radio 2 Top 30 de 17e.

## NPO Radio 2 Top 2000
| Nummer met noteringen in de NPO Radio 2 Top 2000 | '00  | '01  | '02-'03 | '04  | '05  | '06  | '07  | '08  |
| ------------------------------------------------ | ---- | ---- | ------- | ---- | ---- | ---- | ---- | ---- |
| Can't Get Enough of Your Love                    | 1421 | 1585 | -       | 1782 | 1804 | 1957 | 1940 | 1867 |

1. ↑  Een '-' betekent dat het nummer niet was genoteerd en een vetgedrukt getal geeft de hoogste notering aan.
2. ↑  2000 was het eerste jaar met een notering voor dit nummer.
3. ↑  Deze tabel is bijgewerkt tot en met de laatste editie (2024).

## Versie van Taylor Dayne
In 1993 bracht de Amerikaanse zangeres Taylor Dayne een cover van het nummer uit onder de naam Can't Get Enough of Your Love.
Dayne wilde zelf aanvankelijk haar zelfgeschreven nummer "I'll Wait" als eerste single uitbrengen als eerste single van het album. Maar op sterk aandringen van Clive Davis, de president van Dayne's label Arista Records, nam Dayne haar versie van "Can't Get Enough of Your Love" op, om uit te brengen als eerste single. De Barry White-cover leverde Dayne een internationale hit op. Hoewel het in de Amerikaanse Billboard Hot 100 een bescheiden 20e positie behaalde, werd het een top 10-hit in het Nederlandse taalgebied. In de Nederlandse Top 40 bereikte het de 8e positie, en in de Vlaamse Radio 2 Top 30 kwam het tot de 6e positie.